# Halo Wars
Halo Wars — видеоигра в жанре стратегии в реальном времени для игровой консоли Xbox 360, разработанная Ensemble Studios. Действие разворачивается во вселенной Halo.

## Игровой процесс
В отличие от других игр серии, «Halo Wars» является стратегией. Расы и войска, по большей части, почерпнуты из предыдущих игр, но также добавлены и новые виды техники. Так как игра создана специально для «Xbox 360», то у игроков не должно возникнуть проблем с управлением.
В игре две стороны: люди (ККОН) и Ковенанты. У игроков есть возможность выбирать лидера своих войск. У людей лидеры: капитан Каттер, сержант Фордж и профессор Андерс. У Ковенантов лидеры: Пророк Скорби, Арбитр и Вождь Бугаёв. Каждый лидер имеет особые способности и уникальные войска. Например, капитан Каттер имеет доступ к магнитоускорительному орудию (М.У.О.) «Духа огня», которое наносит огромный урон в любой точке поля боя. Пророк скорби может вызывать залп лучевого орудия корабля на орбите с похожим эффектом, хотя сам должен находиться вблизи цели. Следует упомянуть что лидеры ККОН обычно находятся на борту корабля (кроме кампании), тогда как лидеры Ковенанта всегда участвуют непосредственно в бою.
Войска Ковенанта, в основном, зависят от более продвинутых технологий и большего количества солдат. ККОН имеет доступ к меньшему количеству солдат и менее развитых технологиям, но человеческие войска являются более универсальными. Например, десантники ККОН являются противопехотным видом войск, но могут также использовать осколочные гранаты и противотанковые ракеты. Базы и некоторые войска Ковенанта имеют доступ к энергощитам.
Система строительства баз напоминает «The Lord of the Rings: The Battle for Middle-earth». На карте есть несколько установленных точек, на которых игроки могут строить центр базы. У каждой базы есть определённое количество ячеек для дополнительных зданий. Для продвижения по технологическим уровням, ККОН строит реакторы, тогда как Ковенант строит единственный храм и изучает эпохи. У Ковенанта есть два типа зданий, не существующих у ККОН: генераторы энергощитов для защиты базы и телепорты для мгновенной доставки войск к лидеру. Каждая база (кроме самой начальной) может строить четыре турели для обороны. Эти турели затем можно специализировать для поражения одного из трёх видов войск. Например, ККОН строит огнемётные турели для уничтожения пехоты, рельсовые — для бронетехники и ракетные — для авиации.
Как и многие другие стратегии, соотношение видов войск в «Halo: Wars» придерживается системы «камень-ножницы-бумага»: пехота уязвима для бронетехники, бронетехника уязвима для авиации, а авиация уязвима для пехоты. Исключение составляют «Гриф» ККОН и «Скарабей» Ковенанта.

## Сюжет
Действие игры разворачивается за 20 лет до событий «Halo: Combat Evolved». Кампания следует за человеческим кораблём «Дух Огня», который был послан Космическим Командованием Объединённых Наций (ККОН) расследовать и пресечь действия Ковенанта на бывшей человеческой планете Харвест (место первого контакта с инопланетянами). Узнав о загадочных раскопках Ковенантов под предводительством неизвестного Арбитра, капитан корабля Джеймс Каттер посылает своих солдат разузнать что происходит. По мере продвижения сюжета, игрок перемещается по нескольким мирам и, в конце концов, натыкается на Предтеч. К сожалению, хотя у Предтечей есть свои уникальные войска (только авиация), они не являются играбельной фракцией и их можно использовать только в режиме «сражение», где они становятся доступны при захвате специальных зданий.

### Потоп
Разумная форма жизни, использующая паразитический метод существования. Небольшие, но множественные существа, используют небольшие щупальца и подобие жала, чтобы поражать нервную систему врагов. После заражения жертвы медленно становятся «Боевыми формами» Потопа. Во вселенной игры Halo Потоп всегда использует численное превосходство и внезапность. Потоп способен познавать и учиться все больше с каждым убитым врагом, поглощая всю его память.
Известно, что, единственным человеком, который мог противостоять инфекции будучи зараженным является рядовой Дженкинс из «Halo: Combat Evolved». Хотя он и стал внешне одним из «боевых форм» Потопа, его разум мог временно возвращать контроль над телом. Более подробно это описывается в книге «Halo: The Flood», повествующей о событиях первой видеоигры.

### Предтечи
Это была великая раса человекоподобных существ. Известно, что они существовали миллионы лет и проделали большой путь к тому, чтобы считаться высокоуровневой галактической цивилизацией. Достигнув небывалых технологических достижений. Предтечи сохранили свой мир в гармонии и чистоте. Их судьба была предрешена в один день, когда внезапно появился Потоп. Инопланетная инфекционная форма жизни уничтожила почти всё, что Предтечи создавали долгими веками. Храбрость и самоотверженность не помогли уничтожить захватчиков, каким бы оружием они не пользовались. Поняв, что поражение неизбежно, Предтечи построили оружие огромной мощи, которое должно было уничтожить врага и всю его пищу. Этим оружием и стали Ореолы, разбросанные по всей галактике. В итоге они уничтожили всё живое, вместе с самими Предтечами. Однако эти разумные существа позаботились о всех живых существах и надежно законсервировали образцы ДНК и некоторые живые экземпляры в защищенном хранилище, откуда вновь будет рассеяна жизнь. Технологии Предтеч частично использовались Ковенантами. Люди ещё долгое время не знали о них.

## Разработка

### Аудио
| Title                                 | Time  |
| ------------------------------------- | ----- |
| «Spirit of Fire»                      | 2:11  |
| «Bad Here Day»                        | 3:00  |
| «Perspective»                         | 1:24  |
| «Money or Meteors»                    | 3:23  |
| «Flollo»                              | 3:01  |
| «Just Ad Nauseum»                     | 0:56  |
| «Unusually Quiet»                     | 1:29  |
| «Flip and Sizzle»                     | 3:39  |
| «Put the Lady Down»                   | 2:20  |
| «Six-Armed Robbing Suit»              | 2:55  |
| «Action Figure Hands»                 | 2:59  |
| «Status Quo Show»                     | 1:13  |
| «Part of the Plan»                    | 0:29  |
| «Work Burns and Runaway Grunts»       | 3:06  |
| «Freaked Out»                         | 0:44  |
| «Rescued or Not»                      | 1:31  |
| «Best Guess at Best»                  | 2:55  |
| «One Problem at a Time»               | 1:14  |
| «De Facto the Matter»                 | 1:31  |
| «Part of the Problem»                 | 2:58  |
| «Fingerprints Are Broken»             | 3:22  |
| «Out of There Alive»                  | 1:04  |
| «Through Your Hoops»                  | 1:35  |
| «Under Your Hurdles»                  | 1:28  |
| «Insignificantia (All Sloppy/No Joe)» | 3:19  |
| Total time                            | 53:57 |

Композитором Halo Wars выступил Стивен Риппи, создаваший саундтреки всех игры франшизы Age of Empires. Он хотел написать новый материал с сохранением преемственности, повторно используя знаковые элементы написанной Мартином О’Доннеллом и Майклом Сальватори музыки трилогии Halo. Консультации с О’Доннеллом и Сальватори закончились до того, как Риппи включился в проект, но композитор отправил компакт-диск со своей работой О’Доннеллу в середине процесса написания. Перед началом работы над Halo Wars, Rippy Риппи прослушал предыдущие саундтреки Halo и искал полезный материал в отменённых проектах Ensemble («Я большой поклонник как каталогизации этого материала, так и воровства из него без угрызений совести». «Иногда вы не знаете, что у вас есть, пока вам это действительно, действительно не понадобится»). Риппи и ведущий продюсер аудио Кевин Макмаллан изучил треки О’Доннелла, чтобы определить элементы для повторного использования в Halo Wars. Отказавшись от своего обычного метода написания мелодий, прежде чем определить метод производства звука, Риппи построил мелодии вокруг патчей синтезатора или барабанных петель. Он чувствовал, что написание саундтрека для научной фантастики связано с изменением темпа по сравнению с его предыдущей работой, написанной для исторических условий.
Риппи начал писать музыку для игры в апреле 2007 года. По его словам, «некоторые сюжетные моменты Halo Wars вращаются вокруг открытий, и я думаю, что это была моя любимая идея описать ощущение „никто этого раньше не видел“'». Первые два трека объединили перепрофилированные элементы из прошлых проектов с его усилиями передать звук Halo. «Flollo» содержал музыкальные идеи, с которыми Риппи экспериментировал со времен своего последнего проекта Age of Empires III: The WarChiefs. «Bad Here Day» был первой композицией, в которую он попытался включить «звук Halo». Композитор считал важным избегать повторения слишком многих старых тем, потому что он хотел, чтобы игра имела свою собственную индивидуальность; однако он хотел продолжать включать в саундтрек хор и фортепиано, которые, по его мнению, были неотъемлемыми элементами звучания предыдущих игр франшизы. В соответствии с традицией Ensemble Studios, треки часто назывались в честь придуманных фраз и внутренних шуток, а не внутриигровых событий.
К концу 2007 года Риппи завершил всю музыкальную часть игрового процесса, включая финальные титры, темы сражений и треки окружающего мира. В игровом режиме схватки музыка отражает окружающую обстановку, а не воюющие группировки. Чтобы гарантировать переменчивый характер музыки в зависимости от окружающей среды, он следовал установленным им самим правилам; например в одной среде могли быть гитары, но не пианино. Чтобы музыкально объединить каждый мир, он добавил короткую вступительную часть, содержащую общие элементы. В отличие от режима перестрелки, режим кампании содержит различные повторяющиеся мелодии для каждого главного персонажа и человеческого корабля Дух Огня. Наиболее интенсивным периодом работы был январь 2008 года, когда композитор начал писать музыку для кинематографических вставок игры; к этому моменту он работал над партитурой в течение девяти месяцев. Запись саундрека была завершена в феврале 2008 года, и через три месяца все треки были готовы к записи.
Хотя предыдущие живые концертные исполнения для игр Halo исполнялись оркестром Northwest Sinfonia в Сиэтле, для записи саундтрека Halo Wars Риппи выбрал пражский FILMharmonic Orchestra. Посещая сессии звукозаписи для Age of Empires III: The Asian Dynasties, композитору понравился как город, так и создаваемый оркестром звук, дополнительным преимуществом стала более низкая стоимость записи в Восточной Европе. В записи 10-15 марта приняли участие 24 вокалиста и 45 инструменталистов; хоровые и струнные секции были позже перезаписаны, чтобы увеличить звук. В общей сложности в Праге было записано примерно 65 минут из 75-минутного саундтрека Halo Wars. Последние штрихи и продакшн состоялись в Сиэтле; на одной из сессий микширования присутствовал О’Доннелл.
Для создания меняющейся в зависимости от действий в игре динамичной музыки Риппи использовал Audiokinetic Wwise. Также это приложение значительно упростило настройку аудитосистемы игры по сравнению с предыдущими проектами Ensemble. Для каждой последовательности сражений музыкальная реплика была разделена на секции и смешана по-разному для каждой секции. «Когда срабатывает сигнал, начинается вступление, а затем игра случайным образом выбирает между всеми этими элементами до тех пор, пока продолжается битва», объяснял Риппи. «Как только все закончится, заиграет концовка, а затем все вернется к обычной „мировой“ музыке. Это был интересный способ работы, и я хотел бы продвигать его дальше, если в будущем представится такая возможность»
Четыре композиции из Halo Wars вошли в превью на бонусном DVD к сборнику саундтреков Halo Trilogy—The Complete Original Soundtracks. Треки были сведены в Dolby Digital 5.1-канальном объемном звучании Surround Sound и упакованы с видеозаписями сессий записи и трейлером «Пять долгих лет» (англ. Five Long Years). Саундтрек был выпущен 17 февраля в виде отдельного компакт-диска и в виде цифровой загрузки. AOL Radio получило эксклюзивные права на раннюю премьеру саундтрека, воспроизводя в начале каждого часа по новому треку.

## Релиз
Впервые предрелизное игровое демо Halo Wars было упомянуто в выпуске Official Xbox Magazine за октябрь 2007 года, 29 января стали доступными коды допуска, релиз демо состоялся 5 февраля 2009 года. Согласно Microsoft за первые пять дней демо-версия игры была загружена более 2 млн участниками Xbox Live Gold, установив рекорд по количеству загрузок демо-версии в истории сервиса.
В дополнение к стандартной розничной версии было выпущено ограниченное коллекционное издание Halo Wars. Чтобы привлечь базу игроков Halo 3, Microsoft предоставила ранний доступ к Mythic Map Pack, коллекции из трех многопользовательских карт Halo 3 с коллекционным изданием. Также был включен 48-страничный графический роман в твердом переплете размером в половину размера; под названием Halo Wars: Genesis, он был создан Филом Ното, Грэмом Дивайном и Эриком Найлундом. В нём исследуются предыстории Андерса, Арбитра, Кузнеца и Резчика. Другие бонусы включали уникальное игровое транспортное средство, торговые карты и патч «Дух огня». Игроки, которые предварительно заказали игру у определённых розничных продавцов, получили специальный внутриигровой автомобиль Warthog с наклейками пламени. GameStop объявил, что 28 февраля 2009 года тысяча магазинов в США проведут турниры по Halo Wars, две тысячи магазинов GameStop провели полуночные релизы игры. На европейских рынках продавался комплект «Best of Halo» из Halo Wars, Halo 3 и Xbox 360.
После релиза Halo Wars заняла второе место в чарте еженедельных продаж видеоигр в Великобритании, уступив лишь Killzone 2. Игра получила лишь 16,7 % от продаж на первой неделе Halo 3, но обошла Command & Conquer 3: Tiberium Wars и стала самой быстрораспродаваемой консольной стратегией. На следующей неделе продажи игры дали Halo Wars пятую строчку. В Австралии Halo Wars по еженедельным продажам заняла первое место, обойдя Killzone 2. К 12 марта ограниченное издание и стандартная версия заняли второе и третье места соответственно в чартах продаж Xbox 360 в США, уступив лишь Call of Duty: World at War. Издание Gamasutra объяснила этот всплеск продаж выходом Halo 3, по продажам стратегическая игра стала четвёртой в США и второй в Австралии, и вновь появилась в списке 20 самых продаваемых консольных игр США за февраль.
Перед выпуском игры отраслевой аналитик Майкл Пачтер подсчитал, что Halo Wars может разойтись тиражом в 2 млн копий. 9 марта 2009 года Microsoft объявила, что игра была продана 1 миллионом единиц и что игроки провели в онлайн-поединках в общей сложности 118 лет. По данным NPD Group за март в США было продано 639 тыс. копий Halo Wars, что сделало её третьей самой продаваемой игрой.
В июне 2016 года Microsoft анонсировала выход улучшенной версии первоначальной игры Halo Wars: Definitive Edition для платформ Windows и Xbox One, разработкой занималась компания Behaviour Interactive. Игра вышла 20 декабря 2016 года в составе Ultimate Edition игры Halo Wars 2.
Летом 2018 года, благодаря уязвимости в защите Steam Web API, стало известно, что точное количество пользователей сервиса Steam, которые играли в Halo Wars: Definitive Edition хотя бы один раз, составляет 197 404 человека.

## Отзывы
| Сводный рейтинг | Сводный рейтинг |
| Агрегатор       | Оценка          |
| --------------- | --------------- |
| GameRankings    | 82,05 %         |